# Latium Film
La Latium Film fu una casa di produzione cinematografica attiva all'epoca del muto.

## Storia
Fu fondata a Roma il 21 giugno 1907 come Società Italiana Pineschi, una società anonima con capitale sociale di lire 65.000, su iniziativa dei fratelli Azeglio e Lamberto Pineschi. La ditta si specializzò nella produzione di cortometraggi ispirati a drammi letterari e storici, e di documentari.
Nel 1908 i fratelli Pineschi, per primi in Italia, crearono il "Fonoteatro", un sistema consistente nella sonorizzazione di un film attraverso la sincronizzazione del cinematografo e del grammofono, e iniziarono con il film Il Trovatore. Successivamente venne girato La bisbetica domata, ispirata all'omonima commedia di Shakespeare, della quale fu probabilmente la prima trasposizione cinematografica, e l'anno seguente fu la volta di Otello, diretto da Enrico Novelli e della Saffo, diretto da Oreste Gherardini e interpretato dalla moglie Renata Morandi.
Nel gennaio 1909 nel capitale della Pineschi entrarono gli industriali piemontesi Giuseppe Scotti, Ettore Calzone e Giuseppe Villa. Nel mese di luglio, a seguito dell'uscita dalla società dei fondatori, la società assunse la denominazione Latium Film Manifattura Cinematografica, più nota semplicemente come Latium Film, con sede e stabilimento in via Appia Nuova 77.
La nuova società proseguì l'attività produttiva di quella precedente. Fu attiva fino al 1915 e produsse complessivamente quasi 190 pellicole, che consistevano in documentari, ad esempio  Un'Escursione a Norcia (1911), e film "a soggetto" (in prevalenza drammi moderni). Tra i titoli di maggior rilievo vi furono: Spartaco (1909), Ciuffettino (1910), Mille chilometri per una lettera (1910), Un matrimonio interplanetario (1910), Dal fango (1912), Fatale complicità (1912), La statua di carne (1912), Madre ignota (1912), Dente per dente (1913), La chiave del mistero (1913), I diavoli neri (1913), Mater! (1913), Orrida meta (1913), Verso l'amore (1913), Gli occhi che videro! (1914), Il colle delle aquile (1914), Il sogno continua (1914), Nanà (1914), Nobiltà di casta e nobiltà di cuore (1914), Il club della scimmia (1915), Il grande sacrificio (1915).
Molto poco si sa sul cast tecnico e artistico della Latium Film. Probabilmente gli attori che vi lavorarono provennero per buona parte dalla Pineschi, ma vi furono anche importanti attori teatrali come i coniugi Carlo e Olga Benetti, Attilio e Pina Fabbri, Adele Garavaglia, Achille Vitti, Ettore Baccani, Tilde Ceccacci e altri. Regista principale fu l'attore Ubaldo Pittei.
Alla Latium, inoltre, vi furono l'esordio cinematografico di Ettore Petrolini nel 1913 con una breve comica dal titolo Petrolini disperato per eccesso di buon cuore, e le brevi esperienze cinematografiche di due "sorelle d'arte" come Lilla Menichelli Pescatori e Bianca Jacobini.